# Кон-Тики

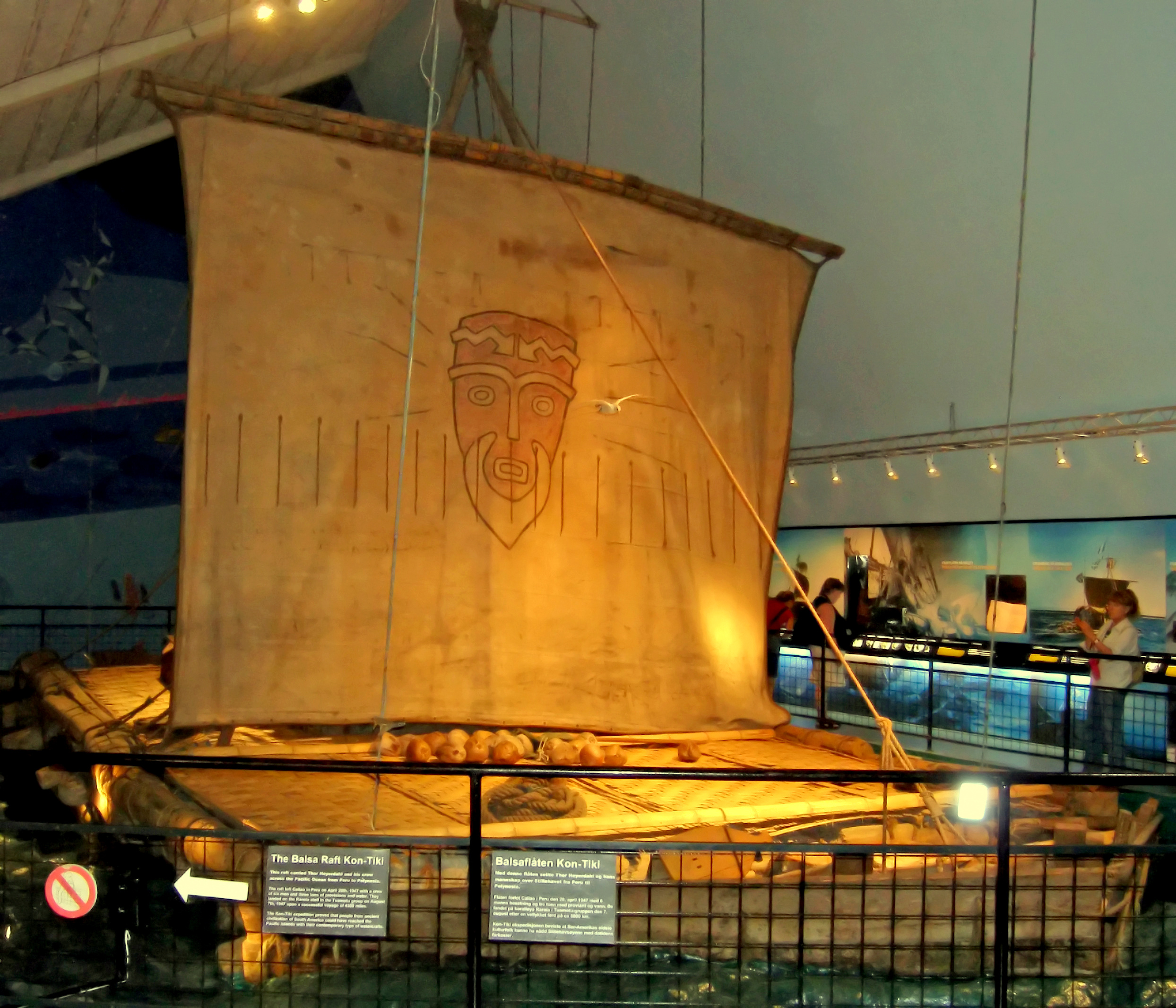
Плот в Музее «Кон-Тики» в Осло, Норвегия

«Кон-Ти́ки» (норв. Kon-Tiki) — плот из бальсовых брёвен, на котором норвежский путешественник и исследователь Тур Хейердал и пять его спутников совершили плавание в водах Тихого океана в 1947 году по маршруту миграции из Южной Америки предполагаемых предков полинезийцев (согласно теории Хейердала).

## Конструкция
Плот состоял из 9 бальсовых брёвен длиной от 10 до 14 метров, сложенных так, что у плота был острый нос. «Кон-Тики» был оснащён прямоугольным парусом, кормовым веслом и двумя параллельными рядами швертов (досок, торчащих из дна плота вниз и исполняющих роль и киля, и руля), что полностью соответствовало конструкции плотов, на которых инки совершали задокументированные океанские путешествия протяжённостью до 50 морских миль.
«Кон-Тики» носил имя легендарного героя многих полинезийских сказаний. Согласно этим сказаниям, Кон-Тики приплыл с востока с группой единоплеменников, которые основали поселения на островах Полинезии и дали начало местной культуре.

## Экипаж

Экипаж «Кон-Тики». Слева направо: Кнут Хёугланн, Бенгт Даниельссон, Тур Хейердал, Эрик Хессельберг, Турстейн Робю и Герман Ватцингер

- Тур Хейердал (1914—2002) — руководитель экспедиции.
- Эрик Хессельберг (1914—1972) — штурман и художник. Он нарисовал изображение Кон-Тики на парусе.
- Герман Ватцингер (1916—1986) — инженер технических измерений. Во время экспедиции вёл метеорологические и гидрологические наблюдения.
- Кнут Хёугланн (1917—2009) — специалист по радиосвязи.
- Турстейн Робю (1918—1964) — второй радист.
- Бенгт Даниельссон (1921—1997) — исполнял обязанности кока. Он интересовался теорией миграции. Также помогал как переводчик, так как единственный из экипажа говорил по-испански.

## Экспедиция
«Кон-Тики» отплыл из перуанского порта Кальяо 28 апреля 1947 года. Первые 50 миль плот тянул буксир ВМС Перу «Гуардиан Рио», вплоть до достижения течения Гумбольдта. Первый раз экипаж увидел землю 30 июля, это был остров Пука-Пука. А уже 7 августа плот достиг точки окончания своего путешествия — атолла Рароиа в архипелаге Туамоту. Таким образом, было пройдено около 3770 миль (или 6980 км) за 101 день, средняя скорость плота составила 1,5 узла.

## Научные достижения
- Доказана возможность пересечения Тихого океана в западном направлении из центральной части Южной Америки (см. Аку-аку).
- Доказана невозможность сбережения кокосовых орехов в морской воде, а значит, и невозможность случайного занесения (посредством течений) кокосовых пальм из Южной Америки на острова Полинезии, то есть, вероятнее всего, кокосовые пальмы были завезены людьми, путешествовавшими на плотах.
- Во время экспедиции впервые была обнаружена живая змеиная макрель (Gempylus serpens). До этого вид был известен лишь по редко выброшенным на берег трупам. В ходе экспедиции было выяснено, что змеиная макрель днём держится на глубине, а ночью поднимается вслед за добычей к поверхности и хорошо привлекается искусственным светом.

## Книга и фильмы о путешествии

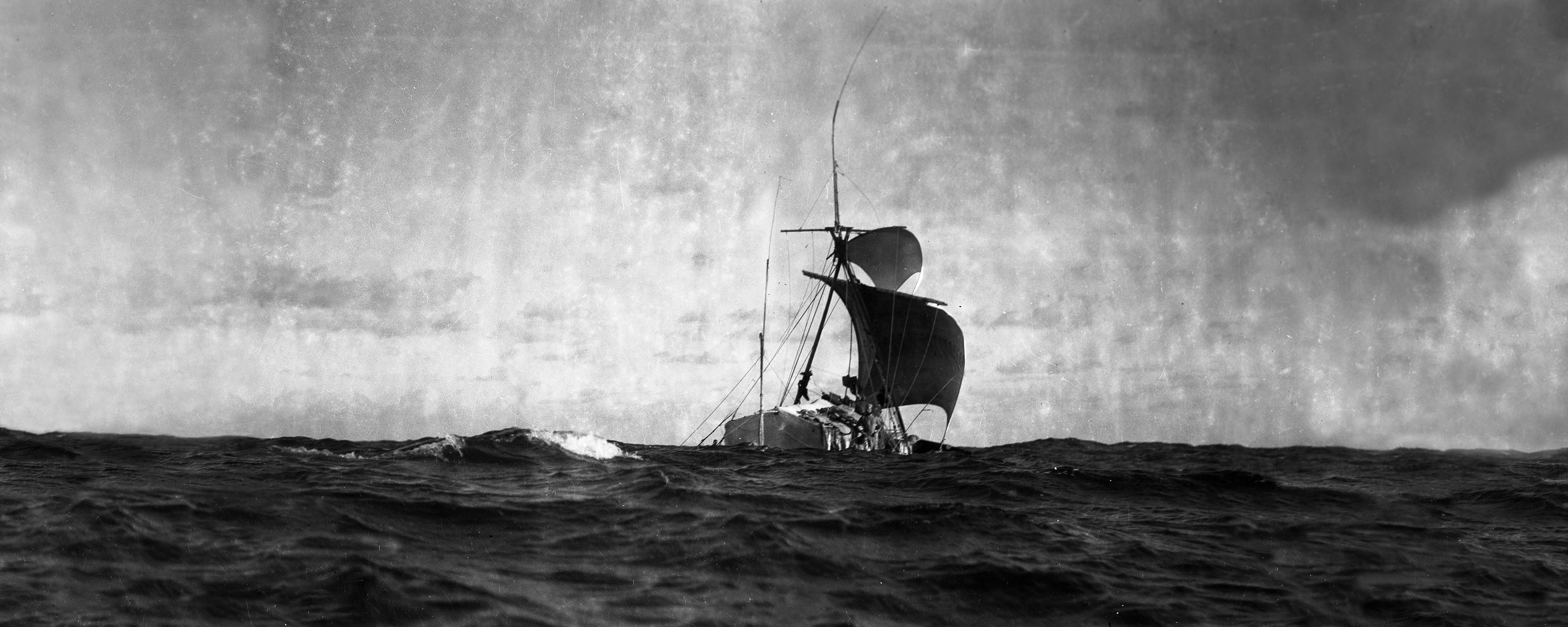
Кадр из фильма «Кон-Тики» (1950)

По итогам путешествия Тур Хейердал создал фильм «Кон-Тики», который в 1952 году был удостоен премии «Оскар» за лучший документальный полнометражный фильм.
Огромным успехом пользовалась книга Хейердала «Экспедиция „Кон-Тики“», переведённая на 70 языков и разошедшаяся общим тиражом 50 миллионов экземпляров.
Экспедиции посвящена и художественная картина 2012 года «Кон-Тики», выдвинутая на «Оскар» от Норвегии и номинированная на премию «Золотой глобус» за лучший фильм на иностранном языке.

## Последователи
В марте—июле 2010 года британский эколог Дэвид Майер де Ротшильд предпринял путешествие по маршруту Сан-Франциско — Сидней на катамаране «Plastiki» (название было дано по аналогии с «Кон-Тики»), построенном из 12 500 ПЭТ-бутылок и переработанных отходов из пластика. Целью проекта было привлечение внимания к проблеме загрязнения Мирового океана. В экипаж экспедиции входил внук Тура Хейердала Олав.
7 ноября 2015 года в путь отправилась международная экспедиция «Кон-Тики-2» (Kon-Tiki2). Организатором экспедиции был норвежец Торгейр Хиграфф. Одним из генеральных спонсоров экспедиции был Институт Тура Хейердала (Норвегия). На двух парусных плотах конструкции, аналогичной плоту Тура Хейердала 1947 года, участники этой экспедиции, среди которых были четверо россиян, стартовали из Перу к острову Пасхи. 19 декабря оба плота, успешно преодолев около двух тысяч морских миль, достигли острова Пасхи. Вторая часть экспедиции представляла собой обратный путь — от острова Пасхи к Южной Америке. С января по март два парусных плота преодолели более двух с половиной тысяч миль и достигли 39 градуса южной широты и 96 градуса западной долготы. Плоты выдержали несколько штормов. Однако из-за нетипичных ветров начала 2016 года (Эль-Ниньо) и значительного превышения сроков экспедиция была прервана.